# Balabay Aghayev
Balabay Aghayev (30 de setembro de 1998) é um judoca azerbaijano. Competiu nos Jogos Olímpicos de Verão de 2024 em Paris.
Balabay Aghayev conquistou a medalha de ouro no Grand Slam em Paris em 2021. Ele ganhou uma medalha de prata no Campeonato Mundial Júnior em Nassau. Ele conquistou prata no Grand Prix de Portugal em 2022. Ele ganhou bronze no Grand Slam em Abu Dhabi em 2022 e uma medalha de ouro no primeiro Grand Slam em Baku. Ele conquistou uma medalha de bronze no IJF Masters em Jerusalém em 2022. Ele ganhou ouro no Grand Slam em Paris em 2023. Ele conquistou bronze no Grand Slam em Baku e Tbilisi em 2024. Ele alcançou a prata no Campeonato Europeu de 2024 em Zagreb.